# Katarische Tourismusbehörde
Die Katarische Tourismusbehörde (arabisch الهيئة العامة للسياحة, DMG al-Haiʾa al-ʿĀmma li-s-Siyāḥa, englisch Qatar Tourism Authority – QTA) ist eine Behörde der katarischen Regierung, die für die Formulierung und Verwaltung der Regeln, Vorschriften und Gesetze rund um die Entwicklung und Förderung des Tourismus in Katar zuständig ist. Ihr Sitz ist in Doha.

## Agenden
Die Behörde ist verantwortlich für Touristenattraktionen und Unterkünfte für Reisende, den Ausbau und die Diversifizierung der katarischen Tourismusindustrie. Langfristiger strategischer Auftrag ist die Erhöhung des Anteils des Tourismus am BIP des Landes sowie am zukünftigen Wachstum und am sozialen Fortschritt.
Die Arbeit der QTA unterliegt den Richtlinien der Qatar National Tourism Sector Strategy 2030 (QNTSS), die im Februar 2014 veröffentlicht wurde und die Planung der zukünftigen Entwicklung der Branche umreißt.